# سوره لوکن
سوره لوکن (انگلیسی: Sverre Løken؛ زادهٔ ۲۷ ژوئیهٔ ۱۹۶۰) قایقران روئینگ اهل نروژ است.